# Premi Goya 2017

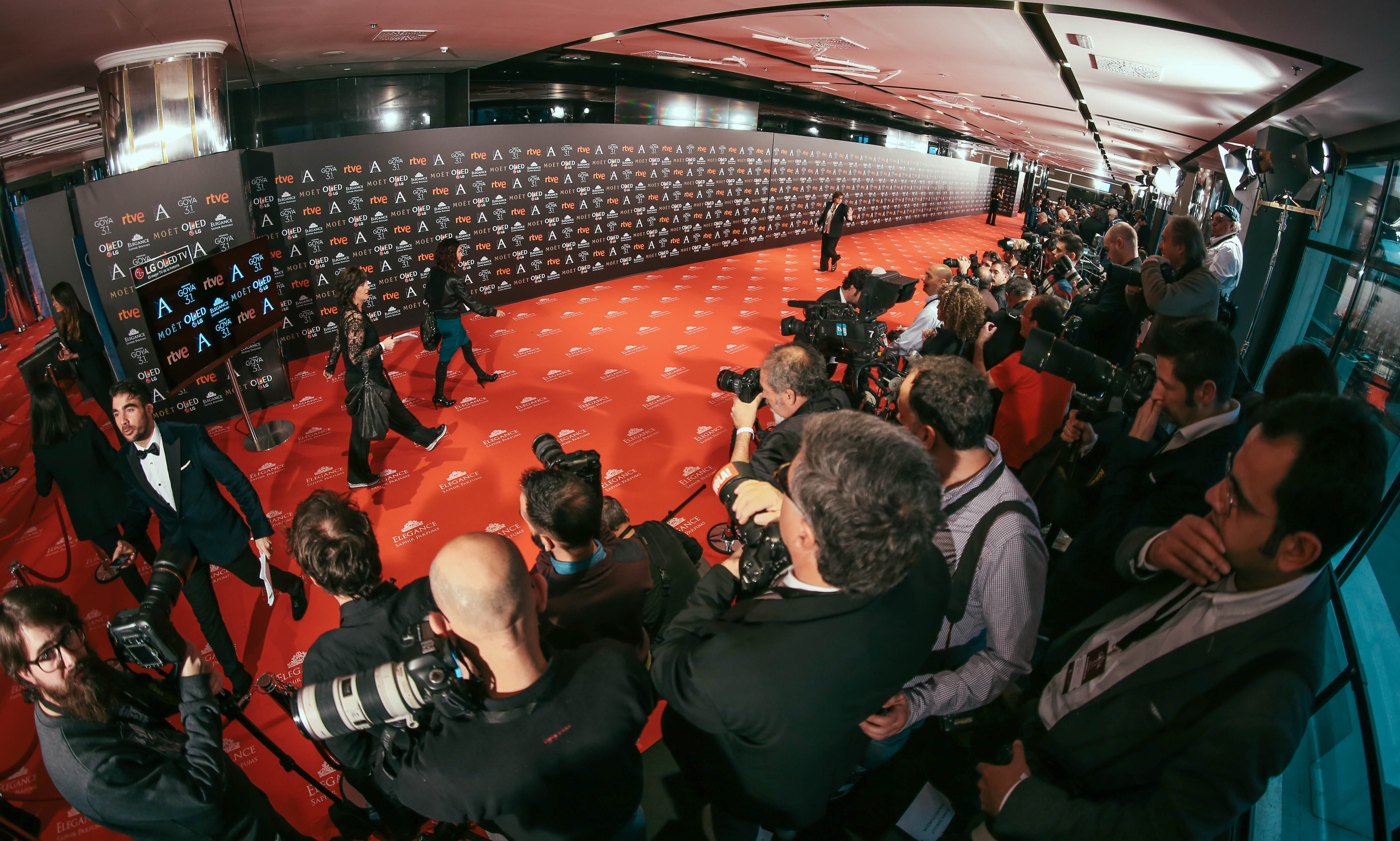
Il tappeto rosso della 31ª edizione

La cerimonia di premiazione della 31ª edizione dei Premi Goya ha avuto luogo il 4 febbraio 2017 al Centro de Congresos Príncipe Felipe di Madrid, presentata per la terza volta consecutiva da Dani Rovira.
Le candidature sono state annunciate il 14 dicembre 2016 nella sede dell'Academia de las Artes y las Ciencias Cinematográficas de España; il film che ha ricevuto più candidature è stato Sette minuti dopo la mezzanotte di Juan Antonio Bayona con 12 candidature, seguito a ruota da L'uomo dai mille volti di Alberto Rodríguez e La vendetta di un uomo tranquillo di Raúl Arévalo con 11 candidature.

## Vincitori e candidati
I vincitori sono indicati in grassetto, a seguire gli altri candidati.
Sono indicati i titoli italiani; tra parentesi il titolo originale del film.

### Miglior film
- La vendetta di un uomo tranquillo (Tarde para la ira), regia di Raúl Arévalo
- L'uomo dai mille volti (El hombre de las mil caras), regia di Alberto Rodríguez
- Julieta, regia di Pedro Almodóvar
- Che Dio ci perdoni (Que Dios nos perdone), regia di Rodrigo Sorogoyen
- Sette minuti dopo la mezzanotte (A Monster Calls), regia di Juan Antonio Bayona

### Miglior regista
- Juan Antonio Bayona - Sette minuti dopo la mezzanotte (A Monster Calls)
- Pedro Almodóvar - Julieta
- Alberto Rodríguez - L'uomo dai mille volti (El hombre de las mil caras)
- Rodrigo Sorogoyen - Che Dio ci perdoni (Que Dios nos perdone)

### Miglior attore protagonista
- Roberto Álamo - Che Dio ci perdoni (Que Dios nos perdone)
- Luis Callejo - La vendetta di un uomo tranquillo (Tarde para la ira)
- Antonio de la Torre Martín - La vendetta di un uomo tranquillo (Tarde para la ira)
- Eduard Fernández - L'uomo dai mille volti (El hombre de las mil caras)

### Miglior attrice protagonista
- Emma Suárez - Julieta
- Penélope Cruz - La reina de España
- Bárbara Lennie - María (y los demás)
- Carmen Machi - La puerta abierta

### Miglior attore non protagonista
- Manolo Solo - La vendetta di un uomo tranquillo (Tarde para la ira)
- Karra Elejalde - 100 metros
- Javier Gutiérrez Álvarez - El olivo
- Javier Pereira - Che Dio ci perdoni (Que Dios nos perdone)

### Migliore attrice non protagonista
- Emma Suárez - La prossima pelle (La próxima piel)
- Terele Pávez - La puerta abierta
- Candela Peña - Kiki & i segreti del sesso (Kiki, el amor se hace)
- Sigourney Weaver - Sette minuti dopo la mezzanotte (A Monster Calls)

### Miglior regista esordiente
- Raúl Arévalo - La vendetta di un uomo tranquillo (Tarde para la ira)
- Salvador Calvo - 1898: Los últimos de Filipinas
- Marc Crehuet - El rey tuerto
- Nely Reguera - María (y los demás)

### Miglior attore rivelazione
- Carlos Santos - L'uomo dai mille volti (El hombre de las mil caras)
- Rodrigo de la Serna - Box 314 - La rapina di Valencia (Cien años de perdón)
- Ricardo Gómez - 1898: Los últimos de Filipinas
- Raúl Jiménez - La vendetta di un uomo tranquillo (Tarde para la ira)

### Migliore attrice rivelazione
- Anna Castillo - El olivo
- Belén Cuesta - Kiki & i segreti del sesso (Kiki, el amor se hace)
- Ruth Díaz - La vendetta di un uomo tranquillo (Tarde para la ira)
- Silvia Pérez Cruz - Cerca de tu casa

### Miglior sceneggiatura originale
- Raúl Arévalo e David Pulido - La vendetta di un uomo tranquillo (Tarde para la ira)
- Jorge Guerricaechevarría - Box 314 - La rapina di Valencia (Cien años de perdón)
- Paul Laverty - El olivo
- Isabel Peña e Rodrigo Sorogoyen - Che Dio ci perdoni (Que Dios nos perdone)

### Miglior sceneggiatura non originale
- Alberto Rodríguez - L'uomo dai mille volti (El hombre de las mil caras)
- Pedro Almodóvar - Julieta
- Paco León e Fernando Pérez - Kiki & i segreti del sesso (Kiki, el amor se hace)
- Patrick Ness - Sette minuti dopo la mezzanotte (A Monster Calls)

### Miglior produzione
- Sandra Hermida Muñiz - Sette minuti dopo la mezzanotte (A Monster Calls)
- Carlos Bernases - 1898: Los últimos de Filipinas
- Manuela Ocón - L'uomo dai mille volti (El hombre de las mil caras)
- Pilar Robla - La reina de España

### Miglior fotografia
- Óscar Faura - Sette minuti dopo la mezzanotte (A Monster Calls)
- Álex Catalán - 1898: Los últimos de Filipinas
- José Luis Alcaine - La reina de España
- Arnau Valls Colome - La vendetta di un uomo tranquillo (Tarde para la ira)

### Miglior montaggio
- Jaume Martí e Bernat Vilaplana - Sette minuti dopo la mezzanotte (A Monster Calls)
- José M. G. Moyano - L'uomo dai mille volti (El hombre de las mil caras)
- Alberto del Campo e Fernando Franco García - Che Dio ci perdoni (Que Dios nos perdone)
- Ángel Hernández Zoido - La vendetta di un uomo tranquillo (Tarde para la ira)

### Miglior colonna sonora
- Fernando Velázquez - Sette minuti dopo la mezzanotte (A Monster Calls)
- Julio de la Rosa - L'uomo dai mille volti (El hombre de las mil caras)
- Pascal Gaigne - El olivo
- Alberto Iglesias - Julieta

### Miglior canzone
- Ai, ai, ai (Silvia Pérez Cruz) - Cerca de tu casa
- Descubriendo India (Luis Ivars) - Bollywood Made in Spain
- Muerte (Zeltia Montes) - Frágil equilibrio
- KIKI - Mr. K! feat Nita (Alejandro Acosta, David Borràs Paronella, Paco León e Marc Peña Rius) - Kiki & i segreti del sesso (Kiki, el amor se hace)

### Miglior scenografia
- Eugenio Caballero - Sette minuti dopo la mezzanotte (A Monster Calls)
- Carlos Bodelón - 1898: Los últimos de Filipinas
- Pepe Domínguez del Olmo - L'uomo dai mille volti (El hombre de las mil caras)
- Juan Pedro de Gaspar - La reina de España

### Migliori costumi
- Paola Torres - 1898: Los últimos de Filipinas
- Lala Huete - La reina de España
- Cristina Rodríguez - No culpes al karma de lo que te pasa por gilipollas
- Cristina Rodríguez e Alberto Valcárcel - La vendetta di un uomo tranquillo (Tarde para la ira)

### Miglior trucco e/o acconciatura
- David Martí e Marese Langan - Sette minuti dopo la mezzanotte (A Monster Calls)
- Milu Cabrer, Alicia López e Pedro Rodríguez - 1898: Los últimos de Filipinas
- Yolanda Piña - L'uomo dai mille volti (El hombre de las mil caras)
- Ana López-Puigcerve, David Martí e Sergio Pérez Berbel - Julieta

### Miglior sonoro
- Peter Glossop, Marc Orts e Oriol Tarragó - Sette minuti dopo la mezzanotte (A Monster Calls)
- Eduardo Esquilde, Juan Ferro e Nicolás de Poulpiquet - 1898: Los últimos de Filipinas
- Daniel de Zayas, José Antonio Manovel, César Molina - L'uomo dai mille volti (El hombre de las mil caras)
- Nacho Royo-Villanova e Sergio Testón - Ozzy - Cucciolo coraggioso (Ozzy)

### Migliori effetti speciali
- Félix Bergés e Pau Costa - Sette minuti dopo la mezzanotte (A Monster Calls)
- Pau Costa e Carlos Lozano - 1898: Los últimos de Filipinas
- David Heras e Raúl Romanillos - Guernica - Cronaca di una strage (Gernika)
- Reyes Abades, Eduardo Díaz - Julieta

### Miglior film d'animazione
- Psiconautas, los niños olvidados, regia di Pedro Rivero e Alberto Vázquez
- Ozzy - Cucciolo coraggioso (Ozzy), regia di Alberto Rodríguez e Nacho La Casa
- Teresa eta Galtzagorri, regia di Agurtzane Intxaurraga

### Miglior documentario
- Frágil equilibrio, regia di Guillermo García López
- Nacido en Siria, regia di Hernán Zin
- El Bosco. El jardín de los sueños, regia di José Luis López-Linares
- Omega, regia di Gervasio Iglesias e José Sánchez-Montes

### Miglior film europeo
- Elle, regia di Paul Verhoeven (Francia)
- Il figlio di Saul (Saul fia), regia di László Nemes (Ungheria)
- Genius, regia di Michael Grandage (Regno Unito)
- Io, Daniel Blake (I, Daniel Blake), regia di Ken Loach (Regno Unito)

### Miglior film straniero in lingua spagnola
- Il cittadino illustre (El ciudadano ilustre), regia di Mariano Cohn e Gastón Duprat (Argentina)
- Anna, regia di Jacques Toulemonde Vidal (Colombia)
- Ti guardo (Desde allá), regia di Lorenzo Vigas (Venezuela)
- Las elegidas, regia di David Pablos (Messico)

### Miglior cortometraggio di finzione
- Timecode, regia di Juanjo Giménez Peña
- Bla, bla, bla, regia di Alexis Morante
- En la azotea, regia di Damià Serra
- Graffiti, regia di Lluís Quílez Sala

### Miglior cortometraggio documentario
- Cabezas habladoras, regia di Juan Vicente Córdoba
- Esperanza, regia di Álvaro Longoria
- Palabras de caramelo, regia di Juan Antonio Moreno Amador
- The Resurrection Club, regia di Guillermo Abril e Álvaro Corcuera

### Miglior cortometraggio d'animazione
- Decorado, regia di Alberto Vázquez

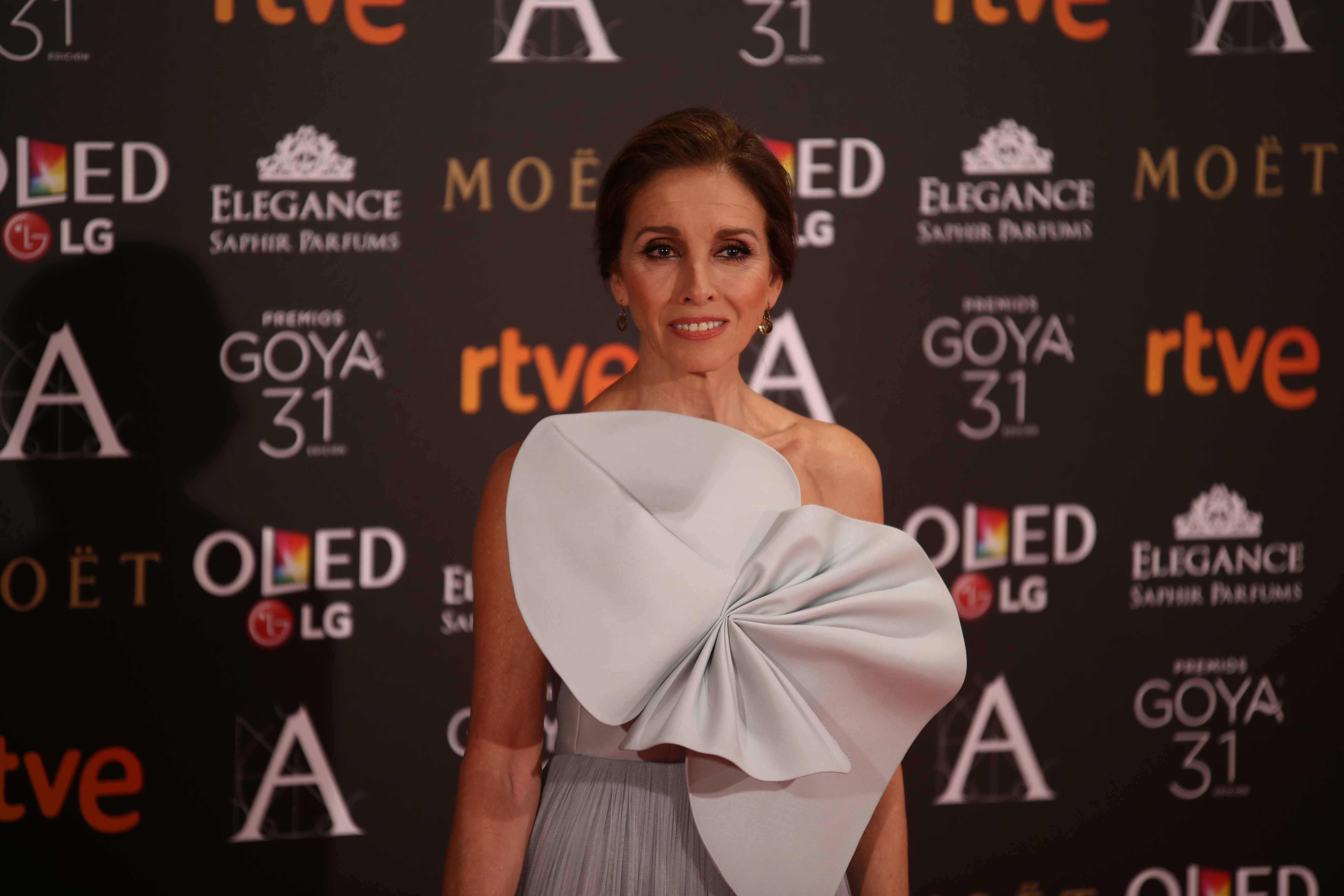
Ana Belén

- Darrel, regia di Alan Carabantes Person e Marc Briones Piulachs
- Made in Spain, regia di Coke Riobóo
- Uka, regia di Valle Comba Canales

### Premio Goya alla carriera
- Ana Belén